# Santa Maria w Rivotorto
Kościół Santa Maria w Rivotorto – neogotycki kościół z XIX w. w miejscowości Rivotorto koło Asyżu, jedno z miejsc związanych z kultem św. Franciszka.

## Historia
Św. Franciszek przebywał w Rivotorto w latach 1209-1211. Tutaj powstała pierwsza wspólnota franciszkańska, tu też napisał pierwszą regułę zakonu, nazywana Regula non bullata, w odróżnieniu od Regula bullata z 1223. 
Budowla z 1854 roku została wzniesiona na gruzach XVI-wiecznej świątyni, która zawaliła się w wyniku trzęsienia ziemi. W ostrołuku górnej części fasady znajduje się ozdoba przedstawiająca Ognisty Wóz, na którym św. Franciszek ukazał się swoim naśladowcom.

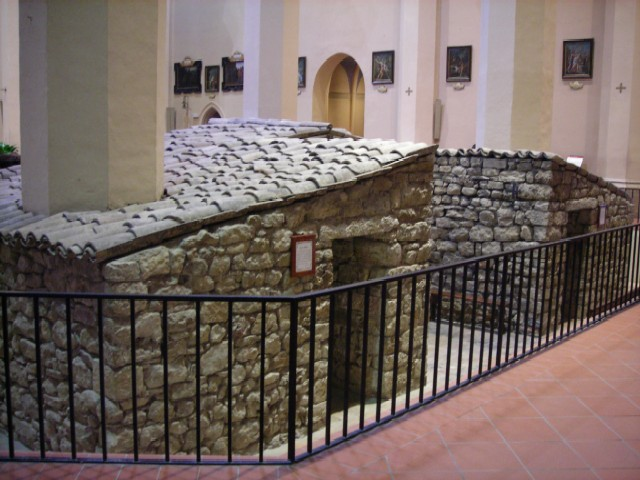
Święte Tugurium

W świątyni przechowywane jest tzw. Święte Tugurium (Sacro Tugurio), chatki w których Franciszek zbierał się z pierwszymi braćmi. Tugurium składa się z trzech części: w środku kapliczka, po lewej stronie kuchnia, a po prawej małe dormitorium.